# Rødhalset papegøjedue
Rødhalset papegøjedue (latin: Treron vernans) er en dueart, der lever i sydøstlige Asien.